# Polizeiruf 110: Der Teufel hat den Schnaps gemacht
Der Teufel hat den Schnaps gemacht ist ein deutscher Kriminalfilm von Manfred Mosblech aus dem Jahr 1981. Der Fernsehfilm erschien als 69. Folge der Filmreihe Polizeiruf 110.

## Handlung
Der Alkoholiker Theo Lute hinterlässt seiner Frau einen Brief, in dem er den Mord an einem Menschen gesteht, und verschwindet. Er will sich umbringen, entscheidet sich jedoch anders. Seine Armbanduhr tauscht er gegen zwei Flaschen Schnaps und wird schließlich betrunken und angeschlagen in Berlin gefunden. Auf der Polizeiwache berichtet er Hauptmann Peter Fuchs schließlich, dass er eine Frau getötet habe. Diese wurde inzwischen nach großangelegter Suche gefunden. Es handelt sich um die alleinerziehende junge Mutter Hilde Ziehlke, die im Dorf für ihre Affären bekannt war und ein uneheliches Kind hat. Neben Theo ist auch dessen Freund Eugen Zoch der Tat verdächtig, traf Hilde doch mit beiden Männern in Eugens Ferienhaus am See zusammen. In Eugens Bett lag ein Ohrclip von Hilde. Ein Zeuge sah zudem beide Männer Hildes Fahrrad im See versenken. Theo erzählt die gesamte Geschichte.
Nach dem Unfalltod seines achtjährigen Sohnes verfiel Theo dem Alkohol. Seine Frau, die er für den Tod des Sohnes mitverantwortlich machte, begann er zu ignorieren. Bald griff auch sie zur Flasche, damit Theo nicht so viel trinken konnte. Beide leiteten eine Autowerkstatt, hielten Theos Krankheit jedoch geheim. Sie wurde bald zum Problem, da Theo auch während der Arbeit nicht vom Trinken lassen konnte. Als Theo seiner Frau vorschlug, mal wieder ein Wochenende bei seinem Freund Eugen zu verbringen, war sie wenig begeistert. Eugen verleitet Theo regelmäßig zum exzessiven Trinken. Auch die beiden Tage in Eugens Hütte machten da keine Ausnahme. Eugen holte jedoch Hilde dazu und schlief mit ihr, während Theo unkontrolliert trank. Als Hilde gehen wollte, drängte Theo darauf, sie ein Stück zu begleiten. Er versuchte ihr betrunken klarzumachen, dass sie mit ihrem kleinen Sohn die Idealfrau für ihn ist. Als  sie ihn abwehrte, fiel er schließlich über sie her, vergewaltigte sie und brach ihr dabei unbeabsichtigt das Genick. Am nächsten Morgen gestand er Eugen den Mord und der versenkte die Leiche im See, damit seine Karriere nicht gefährdet wird. Er redete Theo aus, zur Polizei zu gehen, doch konnte der die Last auf seinem Gewissen nicht verdrängen. Theo wird festgenommen, doch auch Eugen wird von Peter Fuchs eine moralische Schuld zugesprochen.

## Produktion
Der Teufel hat den Schnaps gemacht wurde vom 14. April bis 3. Juni 1980 in Potsdam und Berlin gedreht. Die Kostüme des Films schuf Lilo Sbrzesny, die Filmbauten stammen von Harald Horn. Der Film hatte am 18. Januar 1981 im 1. Programm des Fernsehens der DDR seine Premiere. Die Zuschauerbeteiligung lag bei 64,3 Prozent. Von der FSK wurde der Film, der zu seiner Zeit „einer der am heftigsten diskutierten Beiträge aus der Reihe“ war, 2011 ab 12 Jahren freigegeben.
Es war die 69. Folge der Filmreihe Polizeiruf 110. Hauptmann Peter Fuchs ermittelte in seinem 43. Fall. Es war zudem der erste Fall für Oberleutnant Manfred Bergmann, der insgesamt vier Fälle löst. Die Kritik lobte Ulrich Theins Darstellung: „Als Theo Lute ist seine Darstellung der Alkoholkrankheit in ihren normalerweise kaum wahrnehmbaren Details geradezu beängstigend.“